# Makhach Murtazaliev
Makhach Murtazaliev est un lutteur russe spécialiste de la lutte libre né le 4 juin 1984.

## Biographie
Lors des Jeux olympiques d'été de 2004 se tenant à Athènes, il remporte la médaille de bronze en combattant dans la catégorie des -66 kg.